# フルーツポンチ (アイドルグループ)
フルーツポンチは、日本の5人組女性アイドルグループ。エイベックス・エンタテインメント所属。。2002年に子供向けバラエティ番組『おはスタ』で誕生した。2007年3月末に解散。

## 概要
- 歴代のグループ名は「おはガール＋フルーツ名」であったが、5人の豊富な個性が入っているということでフルーツポンチにちなみ「フルーツポンチ」という欲張った名前になった[3]。
- おはガール時代から、CD、DVD、写真集は「フルーツポンチ」名義であった。
- メンバー全員がエイベックス・エンタテインメントに所属していた[1][2]。

## 略歴
- 2002年4月、おはスタでおはガールと呼ばれる日替わりアシスタントの5人によって結成された[1][4]。（アシスタント期間：2002年4月 - 2003年3月）
- 2002年8月16日、よみうりランドにてライブを開催[1]。
- 2002年8月29日、渋谷消防署と四谷消防署が中心となって開催した「階段・廊下クリーンキャンペーン」に参加[1]。
- 2002年9月16日、千葉テレビM'zip公開録画イベントに出演[5]
- 2002年9月22日、「東京ゲームショウ２００２」イベントステージに出演[6][7]。
- 2002年10月26日、写真集「ふるぽん」発売記念握手会を開催[1]。
- 2002年10月26日、初写真集「ふるぽん」を出版[1]。
- 2002年12月10日、Dream、フルーツポンチ、SweetSでユニットを結成し、「1st X'mas- dream+フルーツポンチ+SweetS」をリリース[8]。
- 2002年12月23日、「フルポンのクリスマスギフト」発売記念イベントを開催[9]。
- 2003年3月28日、おはスタを卒業。
- 2003年4月6日、DVD『フルーツポンチ』発売記念イベントを開催[10]。

## メンバー
| 名前                       | 愛称       | 生年月日（年齢）       | 出身地 | カラー   | 備考                                               |
| -------------------------- | ---------- | ---------------------- | ------ | -------- | -------------------------------------------------- |
| 杉林沙織 すぎばやし さおり | さおりん   | 1988年11月14日（36歳） | 埼玉県 | 黄色     | 所属のきっかけは「avexオーディション2001」         |
| 近野成美 こんの なるみ     | コンちゃん | 1988年9月18日（36歳）  | 愛媛県 | 赤       | 「avexオーディション2001」ベストスマイル賞         |
| 小島由利絵 こじま ゆりえ   | ゆりん     | 1988年2月25日（37歳）  | 埼玉県 | 青       |                                                    |
| 海老沢神菜 えびさわ かんな | エビちゃん | 1987年10月2日（37歳）  | 東京都 | オレンジ | 「avexオーディション2001」フォトジェニック賞       |
| 石川エリ いしかわ えり     | エリリン   | 1987年4月9日（38歳）   | 東京都 | 緑       | リーダー。フルーツポンチ活動前に芸能活動経験あり。 |

## 作品
順位はオリコン週間ランキング最高位。

### シングル
1. それゆけ！おはマーチ☆★☆[11][12] （2002年9月4日、40位） 規格品番：AVCD-30381　レーベル：エイベックス・トラックス
  - テレビ東京『おはスタ』テーマソング
  - 収録楽曲
1. それゆけ！おはマーチ☆★☆
2. 三日月ルンバ
2. グッドモーニング! サンタクロース（Ver. フルーツポンチ）[13] - 非売品
  - 収録楽曲
1. グッドモーニング! サンタクロース

### 参加作品
1. 1st X'mas- dream+フルーツポンチ+SweetS[14] （2003年12月10日、16位） 規格品番：AVCD-30551　レーベル：エイベックス・トラックス
  - 収録楽曲
1. I ♥ (Love Dream) World ~世界中の幸せを歌おう~ [White X'mas Ver.]  （フルーツポンチ参加）
2. Everlasting Snow
3. 秘密のクリスマス （フルーツポンチ単独）
4. Never Ending Story

### 映像作品
1. フルポンのクリスマスギフト（2002年12月19日）[9][15]
2. フルーツポンチ（2003年4月1日）[10]

## 書籍

### 写真集
- 『ふるぽん』小学館、2002年10月26日。ISBN 4093635781。

### 雑誌
- Sabra2002年 019号（小学館）「おはガールの新ユニット“フルーツポンチ”「夢は紅白出場。Jr.アイドル界の“あゆ”目指してますから」」[16]
- 週刊少年サンデー NO. 41(小学館)2002-09-25発行 p3-8(表紙及び巻頭グラビア掲載)
- UP to boy NO. 144(ワニブックス)2002-11-22発行 p104-108(グラビア掲載)

### トレーディングカード
- おはガールフルーツポンチ「フルポン」（2002年12月7日）